# Elke Kahrová
Elke Kahrová (* 2. listopadu 1961 Štýrský Hradec) je rakouská politička, členka Komunistické strany Rakouska a starostka Štýrského Hradce, druhého největšího města v zemi.
Je nemanželskou dcerou íránského studenta, ve třech letech ji adoptovala rodina Kahrova. Vyrůstala v proletářské čtvrti Gries. Pracovala v Oesterreichische Kontrollbank a teprve díky večerním kursům získala maturitu na ekonomické škole.
Členkou komunistické strany se stala v roce 1983. V roce 1993 byla zvolena do městské rady, kde se věnovala otázkám bydlení. V roce 2005 vedla úspěšnou volební kampaň, díky níž komunisté po třech desetiletích získali zastoupení ve štýrském zemském sněmu. V letech 2016 až 2017 byla místostarostkou Štýrského Hradce. Svoji popularitu založila na intenzivní komunikaci s občany a stejně jako její straničtí kolegové odevzdává dvě třetiny svého platu na pomoc potřebným.
Po vítězství komunistů v komunálních volbách v září 2021 se Kahrová stala starostkou, v městské radě se opírá o koalici KPÖ se sociální demokracií a zelenými. Poprvé tak stanul zástupce komunistů v čele hlavního města rakouské spolkové země. Za svoji prioritu označila Kahrová výstavbu cenově dostupných městských bytů a snížení komunálních poplatků, představila také program na lepší integraci imigrantů. Slíbila pragmatickou a neideologickou politiku, zaměřenou na řešení nejpalčivějších sociálních problémů. Ačkoli se hlásí k marxismu, odmítá diktaturu proletariátu jako zastaralý koncept. Vydala prohlášení, v němž označila ruskou invazi na Ukrajinu za neomluvitelnou agresi.
V listopadu 2022 upozornil městský kontrolní úřad na výrazné zadlužování Štýrského Hradce pod komunistickým vedením, Kahrová však popřela, že by městu reálně hrozil bankrot.